# استاروموسینو (شهرستان ملئوزوفسکی، باشقیرستان)
استاروموسینو (انگلیسی: Staromusino, Meleuzovsky District, Republic of Bashkortostan) یک شهرک در شهرستان ملئوزوفسکی استان باشقیرستان کشور روسیه است.